# 橫濱海岸線
橫濱海岸線股份有限公司（日语：／ Yokohama Shiisaido Rain */?），簡稱橫濱海岸線，是一家為了經營神奈川縣橫濱市的新交通系統路線「金澤海岸線」而設立的公司，由橫濱市與京濱急行電鐵、西武鐵道、橫濱銀行共同出資成立的第三部門鐵路公司。總部位於橫濱市金澤區與並木中央站相鄰的車輛基地內。此外，「Seaside Line」的名稱與標誌於2010年登記成為商標。

## 軌道事業
營運以下導引軌條式新交通系統線。

### 路線列表
| 中文線名   | 日文線名 | 起點        | 終點           | 距離（公里） |
| ---------- | -------- | ----------- | -------------- | ------------ |
| 金澤海岸線 |          | 新杉田（1） | 金澤八景（14） | 10.6         |

### 車輛
- 1000型（日语：横浜新都市交通1000形電車）（2014年5月24日停用）
- 2000型: 於2011年2月26日開始投入使用

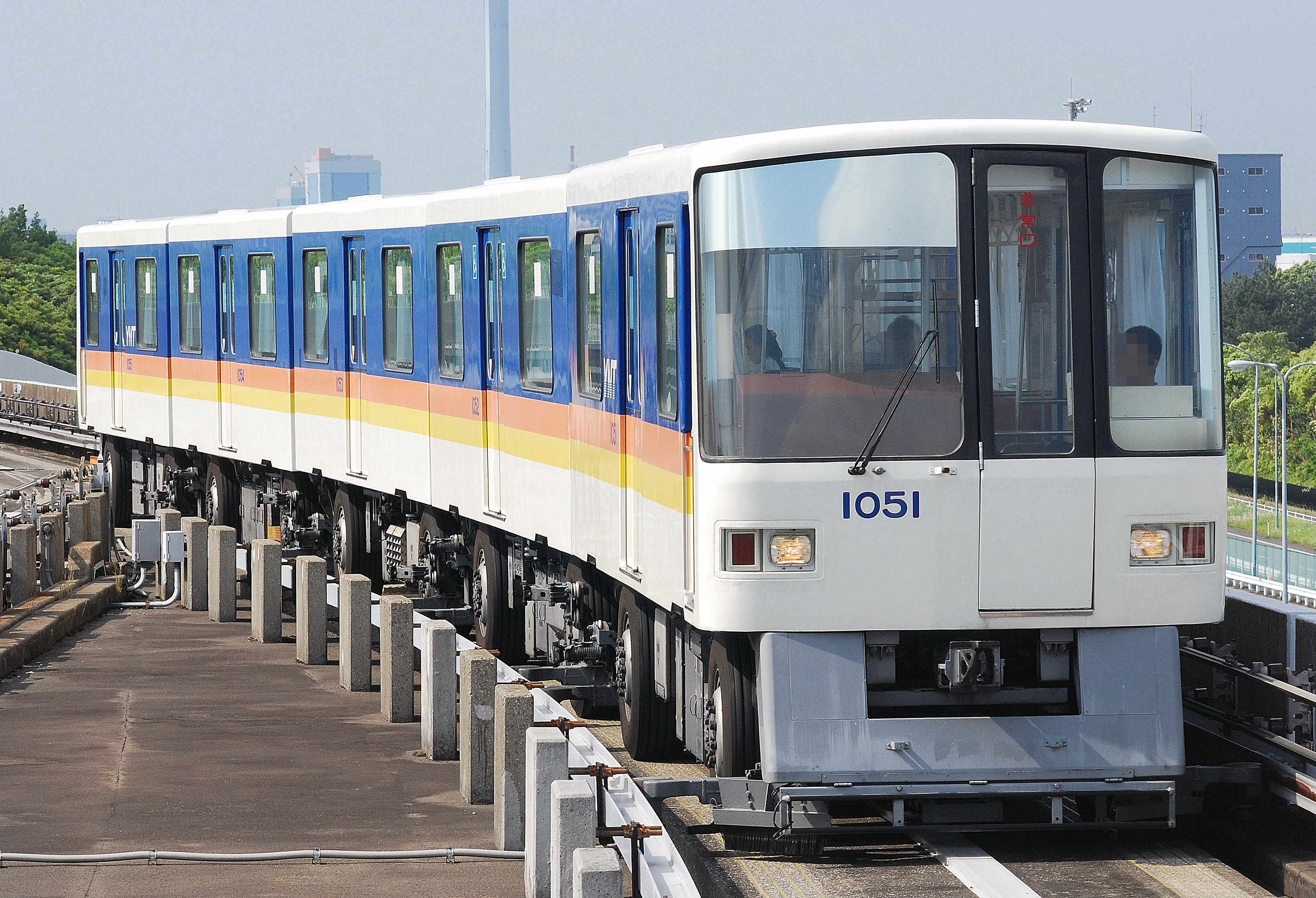
1000型
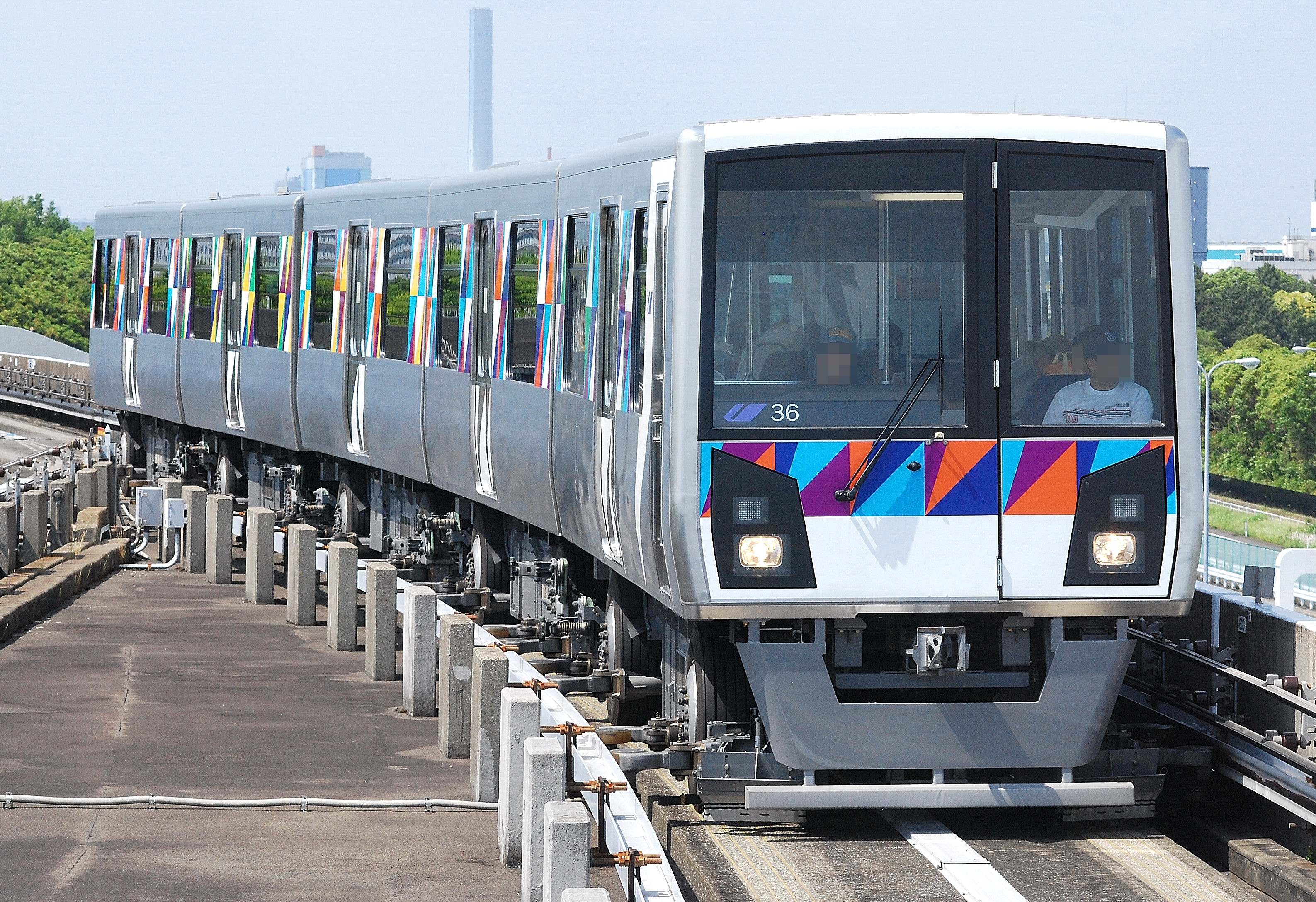
2000型

### 車費
大人普通旅客車費（兒童半㑯，未滿10日圓捨入）。2014年4月1日改定。
| 距離      | 車費（日圓） |
| --------- | ------------ |
| 2公里以内 | 230          |
| 3 - 4     | 260          |
| 5 - 7     | 290          |
| 8 - 11    | 310          |

IC卡PASMO與Suica均可使用，但PASMO與Suica以外不可使用其他IC卡。

## 腳注
1. ↑  「新交通系統」是日本稱呼一般鐵路與地下鐵之外其他新型態有軌運輸系統的用語，但經常用來特指自動導引捷運系統（Automated guideway transit, AGT）。

## 外部連結
- 橫濱海岸線 （页面存档备份，存于）